# Sergei Gennadyevich Breyev
Bản mẫu:Eastern Slavic name
Sergei Gennadyevich Breyev (tiếng Nga: Серге́й Геннадьевич Бреев; sinh ngày 22 tháng 4 năm 1987) là một cầu thủ bóng đá người Nga. Hiện tại anh thi đấu cho F.K. Orenburg.